# La Création du monde (Raphaël)
Pour les articles homonymes, voir La Création du monde.
La Création du monde est une mosaïque monumentale dont les cartons ont été dessinés par Raphaël, et réalisée par un artisan vénitien, Luigi di Pace en 1516, pour la coupole de la Chapelle Chigi dans la Basilique Santa Maria del Popolo, à Rome.

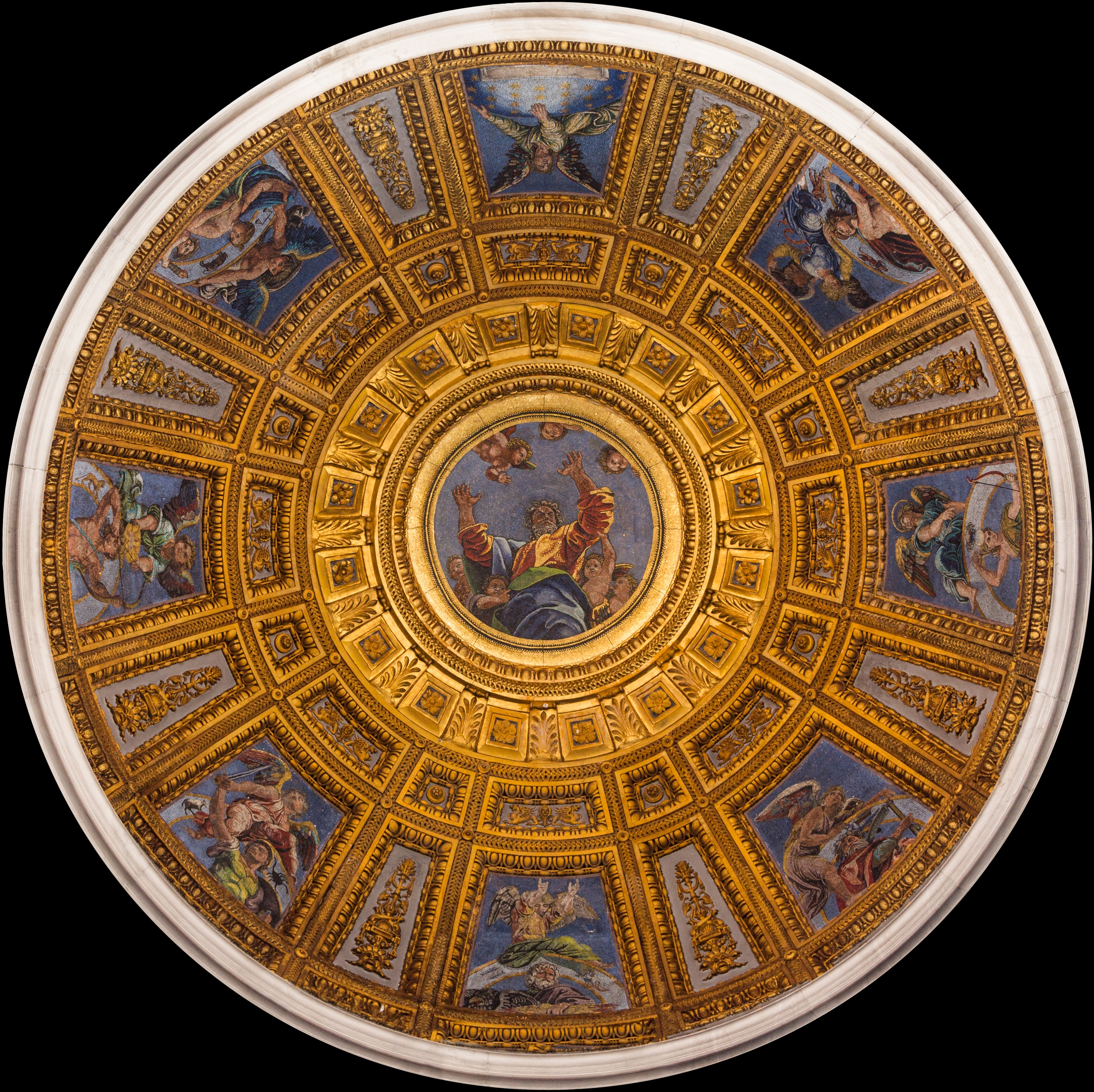
Vue centrale de la coupole

## Histoire
La chapelle Chigi à Santa Maria del Popolo a été conçue par Raphaël pour son ami et mécène, le banquier siennois Agostino Chigi pour sa sépulture familiale.
La coupole de la chapelle est décorée de mosaïques, une technique quelque peu inhabituelle et démodée au XVIe siècle.
Les dessins préparatoires de Raphaël ont permis de réaliser les mosaïques  exécutées par un artisan vénitien Luigi di Pace en 1516 ; il a signé et daté l'œuvre dans l'angle du panneau de Vénus :
LV[dovicus] D[e] P[ace] V[enetus] F[ecit] 1516

Les mosaïques de la chapelle Chigi sont les seules connues comme œuvres en mosaïque de Raphaël et constituent un des rares exemples de l'art de la mosaïque de la haute Renaissance.

## Thème
Les planètes connues de l'époque : Mercure, Vénus, Terre, Mars, Jupiter, Saturne, étant  au nombre de six, les deux derniers panneaux sur les huit découpant le pourtour exposent également le zodiaque et un ciel étoilé.

## Description
Les panneaux de mosaïque sont situés entre les stucs dorés de la coupole. Les huit panneaux comportent les allégories des six  planètes connues sur un fond bleu, le septième le zodiaque du parcours du Soleil, le huitième un ciel parsemé d'étoiles ; chaque panneau comporte également un ange soutenant le sujet.
Dans le médaillon central, Dieu est représenté créant le monde, débrouillant le chaos, entouré de putti.

## Analyse
Cette œuvre ressemble à la célèbre fresque de Michel-Ange du Plafond de la chapelle Sixtine qui a été peinte cinq ans avant la réalisation des mosaïques de la chapelle Chigi et qui a été probablement une source d'inspiration pour Raphaël.